# Asteracmea suteri
Asteracmea suteri är en snäckart som först beskrevs av Tom Iredale 1915.  Asteracmea suteri ingår i släktet Asteracmea och familjen Lottiidae. Inga underarter finns listade i Catalogue of Life.